# Tamana
Tamana (玉名市 -shi) é uma cidade japonesa localizada na província de Kumamoto.
Em 2003 a cidade tinha uma população estimada em 45 312 habitantes e uma densidade populacional de 496,35 h/km². Tem uma área total de 91,29 km².
Recebeu o estatuto de cidade a 1 de Abril de 1954.